# 瓜達盧佩 (哥斯達黎加)
瓜達盧佩（西班牙语：Guadalupe）是哥斯達黎加的城市，位於該國中部，由聖何塞省負責管轄，面積2.48平方公里，海拔高度1,204米，2011年人口21,013，人口密度每平方公里8,473人。